# (136473) Bakosgáspár
(136473) Bakosgáspár est un astéroïde de la ceinture principale.

## Description
(136473) Bakosgaspar est un astéroïde de la ceinture principale. Il fut découvert le 1er avril 2005 à Piszkesteto par Krisztián Sárneczky. Il présente une orbite caractérisée par un demi-grand axe de 2,47 UA, une excentricité de 0,13 et une inclinaison de 9,2° par rapport à l'écliptique.

## Compléments